# Dréa
Dréa (în arabă الدريعة) este o comună din provincia Souk Ahras, Algeria.
Populația comunei este de 6.408 locuitori (2008).